# Turiasauria
De Turiasuaria zijn een groep sauropode dinosauriërs.
Een klade Turiasauria is in 2006 benoemd door Royo-Torres toen het door een cladistische analyse bleek dat Turiasaurus met Galveosaurus en Losillasaurus een monofyletische afstammingsgroep vormen. De definitie was: de groep bestaande uit alle Eusauropoda die nauwer verwant zijn aan Turiasaurus riodevensis dan aan Saltasaurus loricatus. Volgens de analyse bevonden de Turiasauria zich basaal in de Neosauropoda. Alle drie soorten kwamen uit de Villar del Arzobispo-formatie (Tithonien-Berriasien) van Spanje. De klade zou deel uitmaken van een eerdere radiatie van basale eusauropoden in Europa, waarvan ook enkele losse tanden gevonden in Portugal, Frankrijk en Engeland zouden getuigen (de geslachten Neosodon en Cardiodon).
In 2009 echter publiceerde José Borca een studie met als resultaat dat Galveosaurus en Lusillasaurus helemaal geen turiasauriërs zijn, zodat Turiasaurus zelf voorlopig het enige bekende lid van de groep zou blijven.